# Kurkölnische Armee

Wappen von Kurköln

Die Kurkölnische Armee war das stehende Heer des Erzstifts Kurköln von Mitte des 16. Jahrhunderts bis zur Auflösung des Kurkölnischen Staates infolge des Reichsdeputationshauptschlusses 1803. Der Kurkölnische Staat umfasste das Erzstift Köln und das Herzogtum Westfalen sowie die Vest Recklinghausen. Die Kurkölnische Armee ist nicht zu verwechseln mit dem Militär der Reichsstadt Köln.

## Geschichte der Armee
Wie alle Reichsstände hatte auch der Kurkölnische Staat im Zuge des Westfälischen Friedens das Recht auf Unterhalt eines stehenden Heeres erhalten. Zeitgleich begannen viele Reichsfürsten mit dem Aufbau auf Dauer angelegter eigener bewaffneter Strukturen. Die erste Aufstellung kurkölnischer Regimenter erfolgte aber bereits 1583 im Kölnischen Krieg. Der Sieg der gegenreformatorischen Kräfte unter bayerischer Führung vereitelte den Versuch des Erzbischofs Gebhard Truchsess von Waldburg, das Erzstift Köln in ein erbliches, protestantisches Herzogtum zu verwandeln. Als langfristige Folge des Krieges ging das Erzstift Köln und damit auch eine Stimme im Kurkolleg in Sekundogenitur an das Haus Wittelsbach.
Nach dem Dreißigjährigen Krieg unterstützte Kurköln als Sekundogenitur der Wittelsbacher die meist pro-französische und anti-habsburgische Politik der Herzöge und Kurfürsten von Bayern. Insbesondere Maximilian Heinrich von Bayern richtete seine Politik auf Frankreich und gegen das Reich aus. Er verbündete sich 1671 mit Ludwig XIV. und nahm am Krieg gegen die Niederlande teil. Diese Politik führte zu einer starken Belastung des Staates. Gleichzeitig trieb Max Heinrich auch die kirchliche Reformpolitik voran. Die kriegerischen Auseinandersetzungen verliefen für Kurköln allerdings wenig vorteilhaft. Das Land wurde zum Schauplatz des Krieges und von Truppen beider Seiten verheert. Maximilian Heinrich musste 1673 in die Reichsstadt Köln flüchten und 1674 einem Friedensschluss mit den Niederlanden zustimmen. Die Festungs- und Residenzstadt Bonn war bereits 1673 von der Reichsarmee eingenommen worden, die die Stadt bis 1679 besetzt hielt. Die Stadt und Festung Neuss war mehrfach von französischen Truppen besetzt.
Die von Kaiser und Papst gegen die Interessen von Ludwig XIV. durchgesetzte Wahl von Joseph Clemens von Bayern zum Kölner Erzbischof war einer der Auslöser für den Pfälzischen Erbfolgekrieg. Später wechselte er die Fronten und ging ein Bündnis mit Frankreich ein. Während des Spanischen Erbfolgekrieges  musste Joseph Clemens 1702 vor der gegen Bonn anrückenden kaiserlichen Armee ins Exil nach Frankreich fliehen. Er wurde in Privation gesetzt und konnte erst nach 1715 zurückkehren. Bei seinem Tod bestanden neben einer eher zeremoniell eingesetzten Garde ein Leibregiment der Reiterei, zwei Leibregimenter zu Fuß sowie das Infanterie-Regiment von Kleist.
Clemens August I. von Bayern als sein Nachfolger wechselte oftmals die Bündnisse. Im Polnischen Thronfolgekriegs verpflichtete er sich im Rahmen eines Subsidienvertrags mit Frankreich, seine Armee, die auch Soldaten aus den Hochstiften Münster, Paderborn, Osnabrück und Hildesheim umfasste, aufzurüsten. Da er vorher offiziell nicht in der Lage gewesen war, sein Kontingent zur Reichsarmee für den Krieg gegen Frankreich zu stellen, wurde er durch das Reich mit Einquartierungen durch die Reichsarmee sanktioniert.
| Territorium          | Rüstungsstand im Sommer 1734                   |
| -------------------- | ---------------------------------------------- |
| Kurfürstentum Köln   | 6000 Mann                                      |
| Hochstift Münster    | 5000 Mann                                      |
| Hochstift Paderborn  | 819 Mann Infanterie und eine Invalidenkompanie |
| Hochstift Osnabrück  | 800 Mann                                       |
| Hochstift Hildesheim | 500 Mann                                       |

Im Siebenjährigen Krieg war Clemens August Verbündeter Frankreichs und Österreichs gegen Friedrich II. von Preußen. Der Siebenjährige Krieg wurde für seine Besitzungen schließlich zu einer schweren Belastungsprobe, da hier ein Großteil der Kampfhandlungen zwischen den Franzosen und der anglo-hannoverschen Koalition stattfand. Beim Tod des Kurfürsten zählte das Hochstift Paderborn mit Kriegslasten von 7,371 Millionen Reichstalern in Westdeutschland zu den am schwersten durch den Krieg geschädigten Territorien. Unter seinem Nachfolger Maximilian Friedrich von Königsegg-Rothenfels gelang in Kurköln bis 1780 eine Verbesserung der Staatsfinanzen, aber damit verbunden auch ein Bedeutungsverlust der Armee.  1784 wurde Erzherzog Maximilian Franz von Österreich Erzbischof. Trotz seiner Skepsis hinsichtlich eines Reichskrieges gegen das revolutionäre Frankreich erfüllte er, als dieser 1793 ausbrach, bis 1799/1800 seine Verpflichtungen gemäß der Reichskriegsordnung und unterstellte zwei Regimenter der Reichsarmee. Im Zuge des Ersten Koalitionskrieges musste Maximilian Franz vor der Bedrohung durch den Vormarsch der Franzosen im Dezember 1792 Bonn verlassen. Weite Teile Kurkölns wurden besetzt und später Frankreich einverleibt. Die Durchführung der Säkularisation und damit das Ende des Kurstaates hat Maximilian Franz nicht mehr erlebt.

### Struktur

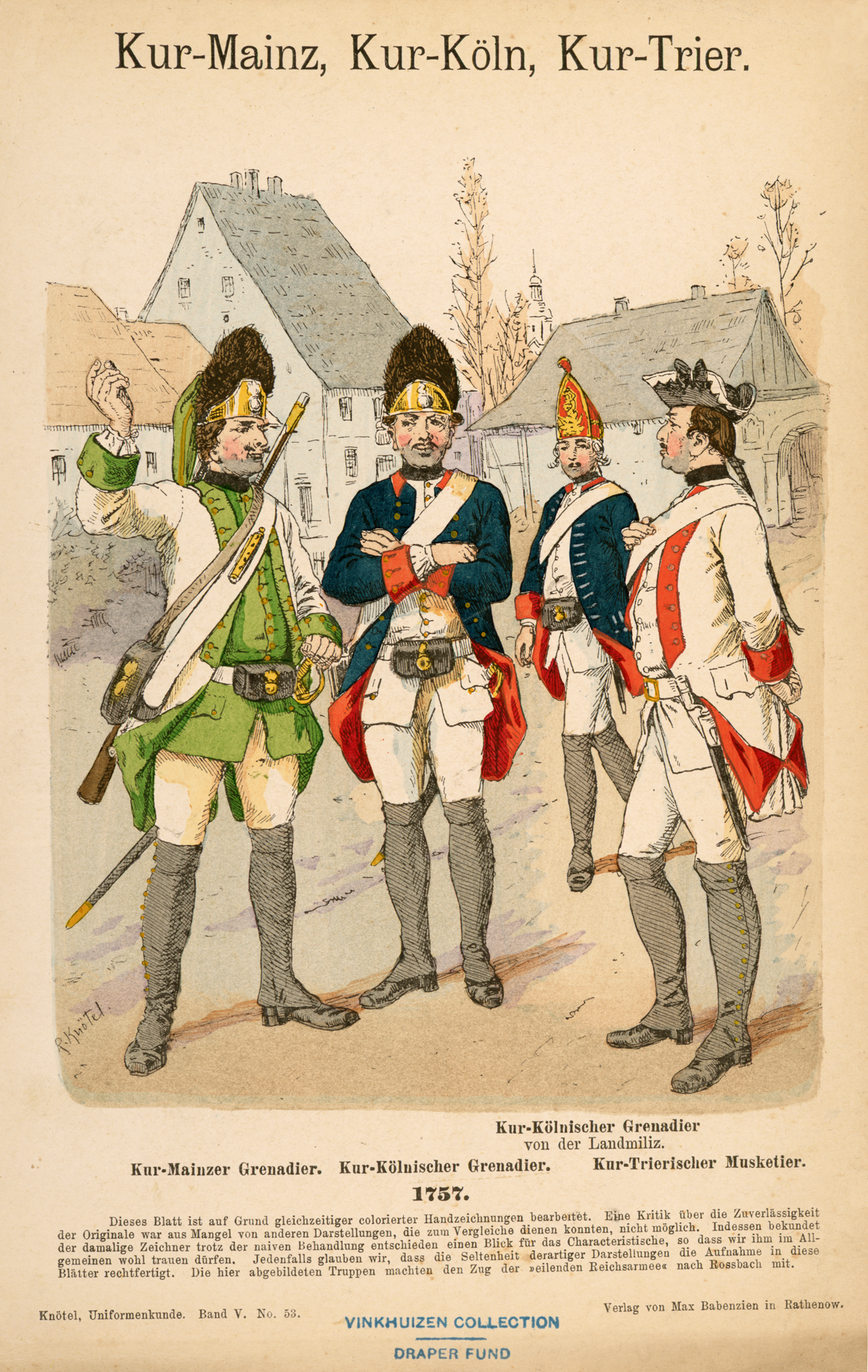
Kurkölner Grenadiere in Blau (Mitte) 1757, Zeichnung nach Richard Knötel

Bis in die Mitte des 18. Jahrhunderts war das stehende Heer zeittypisch ein geworbenes Söldnerheer. Organisiert war die Armee im 18. Jahrhundert in zwei bis vier Infanterieregimentern, einem Kavallerie-Regiment (kurzzeitig existierten nach der Rückkehr Joseph Clemens’ 3 Regimenter) und dem Artillerie- und Ingenieurkorps. Die Funktion einer Leibgarde hatten die Hartschier-Compagnie und die Leib-Garden-Trabanten-Compagnie.
Dazu kam ab 1752 ein Husarenkorps, das auch polizeiliche Funktionen innehatte. Die Ausbildung der Soldaten unter Clemens August orientierte sich an den führenden Militärmächten des Heiligen Römischen Reiches.
Seit 1730 wurde in allen Territorien der Personalunion nach dem Vorbild des kaiserlichen Exerzierreglements ausgebildet. Nach dem Österreichischen Erbfolgekrieg erfuhr das preußische Exerzierreglement in Europa eine rasche Verbreitung. In Münster und Kurköln wurde seit 1752 nach dem preußischen Exerzierreglement ausgebildet. Das zeitgenössische Urteil über die Truppen des Kölner Kurfürsten war neutral bis positiv: Der französische Marschall Charles de Rohan, prince de Soubise stufte im Siebenjährigen Krieg zwei Münstersche Regimenter als gut und drei kurkölnische Regimenter als mittelmäßig ein. Die ältere Geschichtsforschung hat die Streitkräfte der geistlichen Territorien und auch des Kurkölner Militärs dagegen fast einhellig als untauglich und belanglos beurteilt.
Traditionell diente das Heer in der Residenzstadt Bonn auch der Versorgung junger Adeliger mit Offiziersstellen, sodass der Haushalt für das Offizierskorps stark ausgeprägt war. Die Größe des stehenden Heeres orientierte sich maßgeblich am Kreiskontingent, das für die Reichsarmee zu stellen war. Die Truppenstärke wurde meist zwischen dem erforderlichen Kontingent und dessen doppelter Stärke gehalten, um im Kriegsfall auch nach Abzug der Kreiskontingente noch über erfahrene Truppen im eigenen Territorium zu verfügen. Kurköln hatte im 18. Jahrhundert für das Triplum des Kurrheinischen Kreises auf dem Papier 2591 Fußsoldaten und 576 Reiter für die Reichsarmee zu stellen. Gegen Ende des Jahrhunderts hatte sich diese Zahl auf 4400 Mann erhöht. Dieses Truppensoll kam aber insgesamt auf das gesamte Reich bezogen nie zustande.

### Ende der Armee
Das Ende des kurfürstlichen Staates mit dem Reichsdeputationshauptschluss vom 25. Februar 1803 bedeutete auch das Ende für die kurkölnische Armee. Nach dem Ende der französischen Besetzung fiel Köln 1816 an Preußen.

## Festungen der Armee
- Festung Bonn: Die Kurkölnische Festung und Residenz Bonn galt als wichtigste Festung Kurkölns und wurde immer weiträumiger ausgebaut. Sie wurde besonders im Zuge der Reunionspolitik Ludwigs XIV. gegen Ende des 17. Jahrhunderts in Kämpfe verwickelt. Bei den Besetzungen Bonns in den Jahren 1673, 1689, 1703 und 1811 kam es teilweise zu Zerstörungen an der Anlage.
- Rheinberg: 1702 bis 1715 preußisch, vorher teilweise französisch besetzt
- Kaiserswerth: 1702 im Spanischen Erbfolgekrieg zerstört
- Neuss: in den 1680er Jahren geschleift

## Erinnerung und Gedenken
Der Bonner Karnevalsverein Bonner Stadtsoldaten-Corps von 1872 e.V. knüpft an das in Bonn stationierte Regiment der Kurkölnische Armee an und verwendet die originalgetreuen Uniformen des ehemaligen Bonner Kurfürstlichen-Leib-Infanterie-Bataillons aus der Mitte des 18. Jahrhunderts.